# Pseudocalamobius pubescens
Pseudocalamobius pubescens är en skalbaggsart som beskrevs av Hasegawa 1987. Pseudocalamobius pubescens ingår i släktet Pseudocalamobius och familjen långhorningar.
Artens utbredningsområde är Taiwan. Inga underarter finns listade i Catalogue of Life.